# Lusa
Lusa es una pedanía del municipio de Castro-Urdiales (Cantabria, España). En julio de 1893, Lusa se emancipa de Santullán según el semanario Fray Verás en su edición del 30 de julio de ese año. En 2022 contaba con una población de 188 habitantes (INE). Linda por el sur con la pedanía de Santullán y por el norte con la de Mioño. La localidad se encuentra a 40 metros de altitud sobre el nivel del mar, a 30 kilómetros de Bilbao y Laredo, a 70 kilómetros de Santander y a 3 kilómetros de la capital municipal (Castro-Urdiales).

## Patrimonio

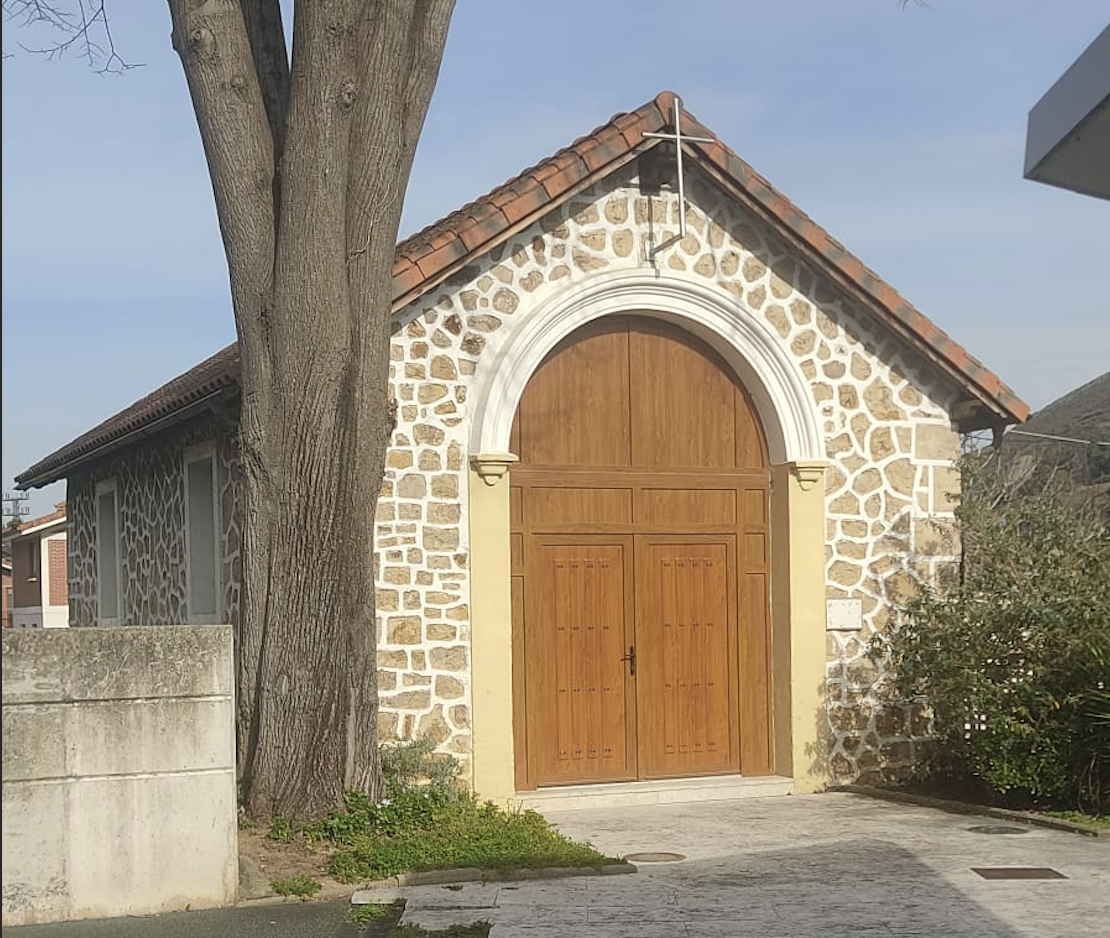
Iglesia de La Milagrosa en Lusa

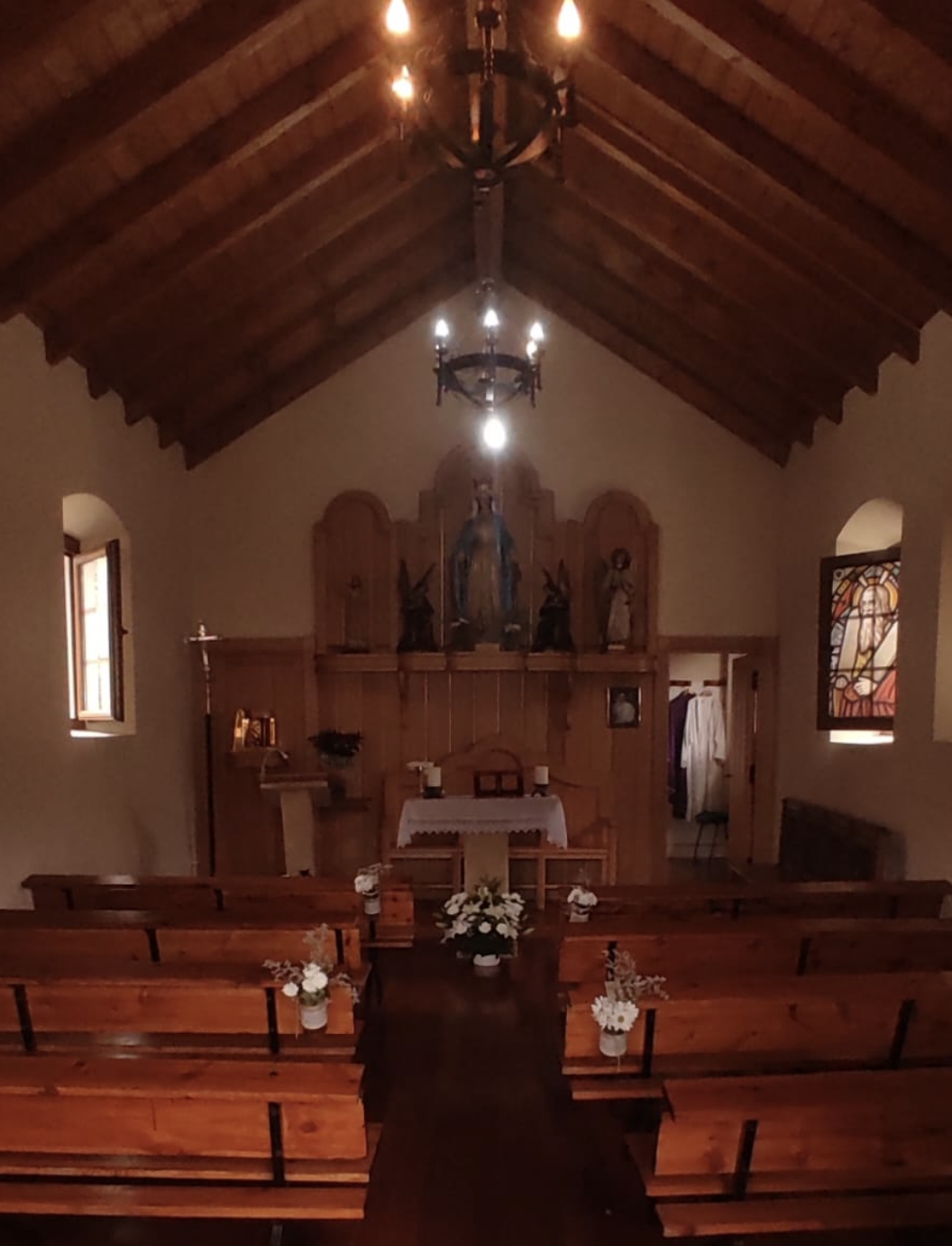
Interior de la iglesia de La Milagrosa en Lusa.

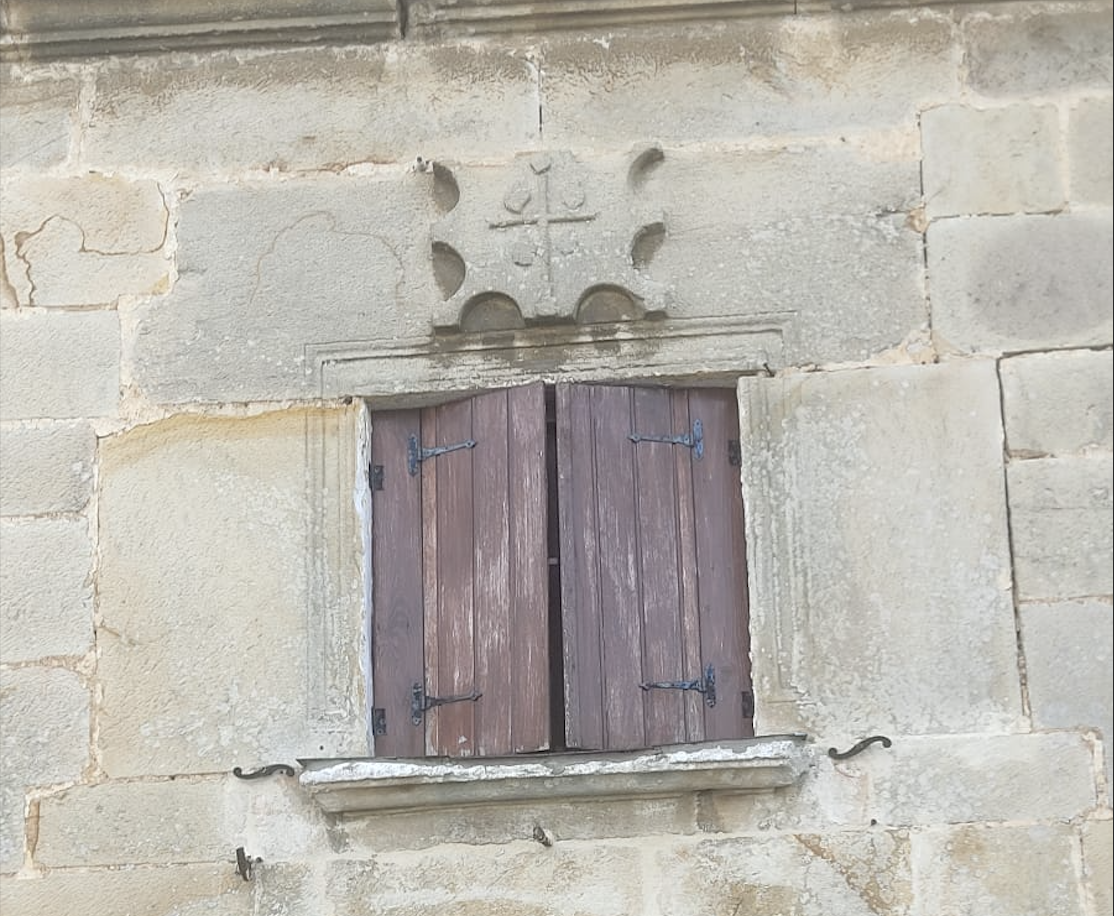
Escudo de la casa Orbea

Destaca de la pedanía la iglesia de La Milagrosa, recientemente restaurada y consagrada por el Obispo de la Diócesis en mayo de 2011 y situada en la plaza del pueblo.
Se sigue conservando la llamada casa Orbea, de dos plantas y dividida en dos viviendas, una que destaca por su entrada con arco de medio punto, cuyas dovelas de arenisca son de gran tamaño y la otra por una ventana con molduras y el escudo de armas de Mioño con una cruz labrada bordeada con cinco panelas.

## Símbolos
El 9 de julio de 2006 la Junta Vecinal de Lusa, decidió mediante el concurso "crear un 
escudo representativo del pueblo" elegir un escudo que reflejase conforme a las 
normas de la heráldica, los hechos más relevantes y peculiares de su pasado histórico.

## Geografía
| Noroeste: Castro Urdiales | Norte: Mioño | Noreste: Mar Cantábrico |
| Oeste: Sámano             |              | Este: Ontón             |
| Suroeste: Santullán       | Sur: Otañes  | Sureste: Baltezana      |

## Hidrografía

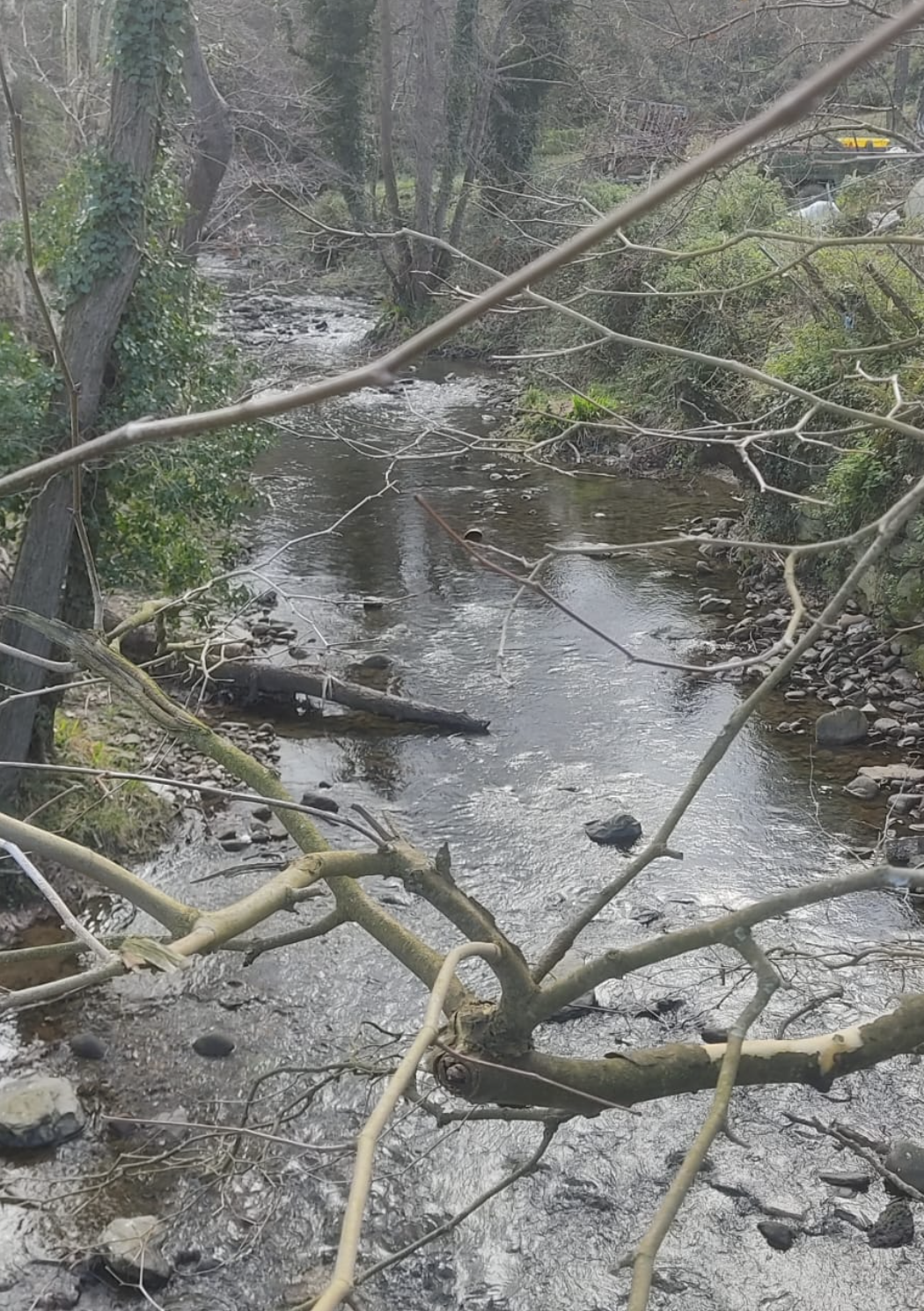
Rio Cabrera o Rio Mioño a su paso por la pedanía de Lusa.

En Lusa la hidrografía tiene poca relevancia. El río que discurre por la pedanía es el río Cabrera o río Mioño. Procedente de Otañes, recoge las aguas del río Rucalzada o río de Herreros y del arroyo de Callejamala que a su vez recogen el agua del monte Mello y del monte Betaio respectivamente, y que cruzando Otañes, Santullán, Lusa y Mioño termina desembocando en el Cantábrico a través de la Playa de Dícido en Mioño.
A río a su paso por la pedanía también llegan varios regatos desde los montes que coronan el pico de Haro siendo el más conocido el regato del Colodrillo.

## Administración y política

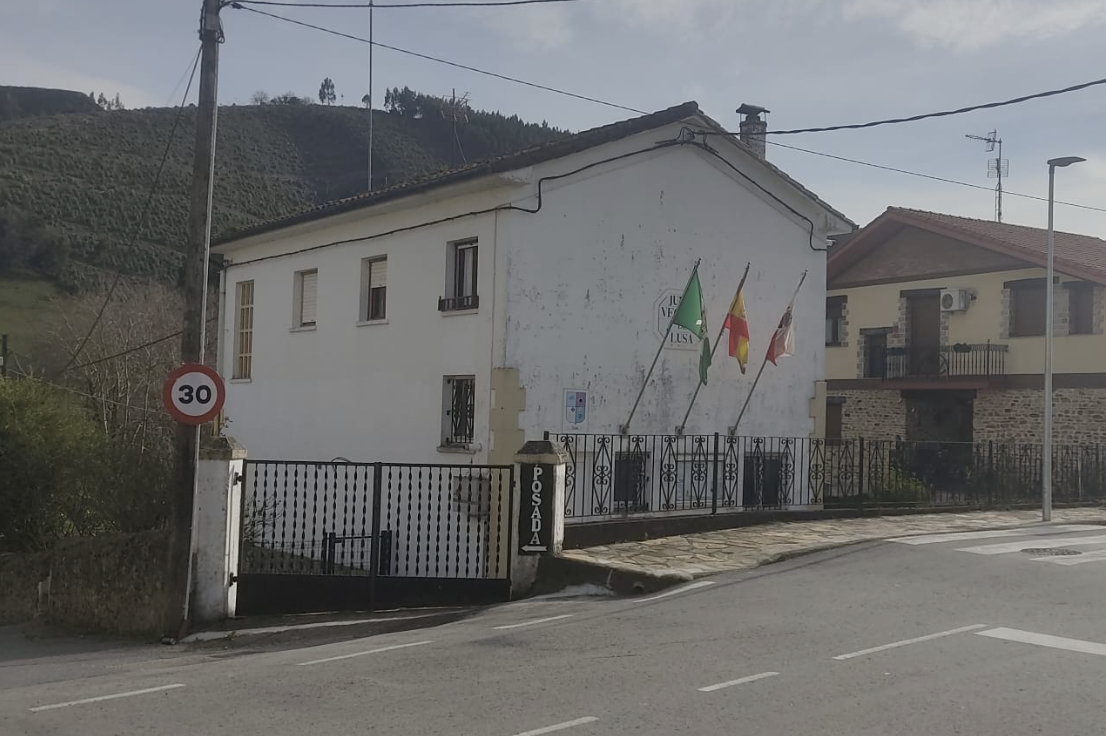
Junta Vecinal de Lusa

El 28 de mayo de 2023, Santiago Cortés (Lusa Existe) recuperó la alcaldía que perdió en las elecciones de 2019 por solo dos votos a favor del entonces candidato socialista Carlos López Eguren.